# Adam Reusner
Adam Reusner (ou Renssner, Reisner, Reissner) est un théologien, poète et écrivain allemand né entre 1471 et 1496 (on cite plus fréquemment 1496) à Mindelheim, dans la seigneurie de Mindelheim et mort dans cette même ville entre 1563 et 1582 (on cite plus souvent 1582).

## Biographie
En 1513, sous la protection du capitaine Georg von Frundsberg, il termine ses études à la faculté de Wittemberg sous la direction du docteur Johannes Reuchlin et de Martin Luther dont il embrasse la nouvelle doctrine.
On le retrouve en 1518 à l'université d'Ingolstadt pour y faire ses humanités (grec, latin et hébreu). Reusner devient ensuite le secrétaire particulier de Georg von Frundsberg et l'accompagne notamment dans sa campagne d'Italie qui se conclura par le sac de Rome en 1527. Ses écrits relateront alors par le menu ces événements.
Reusner épouse à cette époque Ursula Altenstaig mais on ne sait rien d'une éventuelle descendance. On le retrouve pendant un temps professeur de théologie à Strasbourg et habitant de Francfort-sur-le-Main.
Il retourne à Mindelheim et y meurt.
Johann Sebastian Bach a puisé dans les cantiques d'Adam Reusner pour les textes de deux cantates : BWV 52 et 106.

## Écrits
Ses Tegliches Gesangbuch... Durch Adam Reusner, datant de 1530 contiennent plus de 50 hymnes.